# Микеле Андреоло
Мигел Анхел Андреоло Фродела (6. септембар 1912 – 14. мај 1981), познат као Микеле Андреоло, био је уругвајски италијански фудбалер који је играо на позицији везног играча. Рођен је у Долоресу, у Уругвају, али његова породица је из Вале дел'Анђела у провинцији Салерно. Био је члан италијанске репрезентације која је освојила Светско првенство у фудбалу 1938. године.

## Каријера
Андреоло је играо за Насионал у Уругвају пре него што се придружио тиму Серије А, Болоњи, пред сезону 1935–36 и помогао им да освоје титулу првака те године. Остао је у Болоњи до 1943. године, освојивши Скудето још три пута, 1936–37, 1938–39 и 1940–41 .
Касније у каријери играо је за италијанске клубове Лацио, Наполи, Катанију и Форли.

## Репрезентација
Након успеха са Болоњом, Андреола је позвао и Виторио Поцо у репрезентацију Италије, а дебитовао је 17. маја 1936. против Аустрије. Убрзо је постао стандардни члан тима, играјући своју кључну улогу везе између одбране и напада. Помогао је у освајању Светског првенства у фудбалу 1938. у Француској, а последњу утакмицу за репрезентацију одиграо је 19. априла 1942. године, забележивши 26 наступа и 1 гол. Са Уругвајем је освојио Јужноамеричко првенство 1935. године.
Андреоло је умро у Потенци, у јужној Италији.